# José Luis Mamone
José Luis Mamone (sinh ngày 25 tháng 11 năm 1982) là một cầu thủ bóng đá đến từ Argentina thi đấu ở vị trí hậu vệ. Anh vừa là cầu thủ vừa là trợ lý huấn luyện viên cho SC Zofingen của 1. Liga Classic ở Thụy Sĩ.

## Sự nghiệp
Anh bắt đầu sự nghiệp bóng đá ở hệ thống trẻ của San Lorenzo, trước khi đến Banfield de Mar del Plata theo dạng chuyển nhượng tự do. Sau một mùa giải anh được FC Luzern mua về.

## Danh hiệu
- Vô địch Challenge League: 2006